# Дирби
Дирби (груз. დირბი) — село в Карельском муниципалитете края Шида-Картли в Грузии.
Численность населения на 2014 год составляла 2569 человек.

## История
На территории села располагается женский Успенский монастырь (X век), относящийся к Руисско-Урбнисской епархии Грузинской православной церкви.
Также на территории села присутствует ныне разрушенная одноименная крепость, принадлежавшая княжескому роду Багратиони-Давитишвили.
В 2008 году близ села проходили боевые действия в ходе Августовской войны.
В деревне родился Сопром Мгалоблишвили (1851—1925) — грузинский писатель, преподаватель, один из видных деятелей народничества Грузии.